# Wiklinowy pan

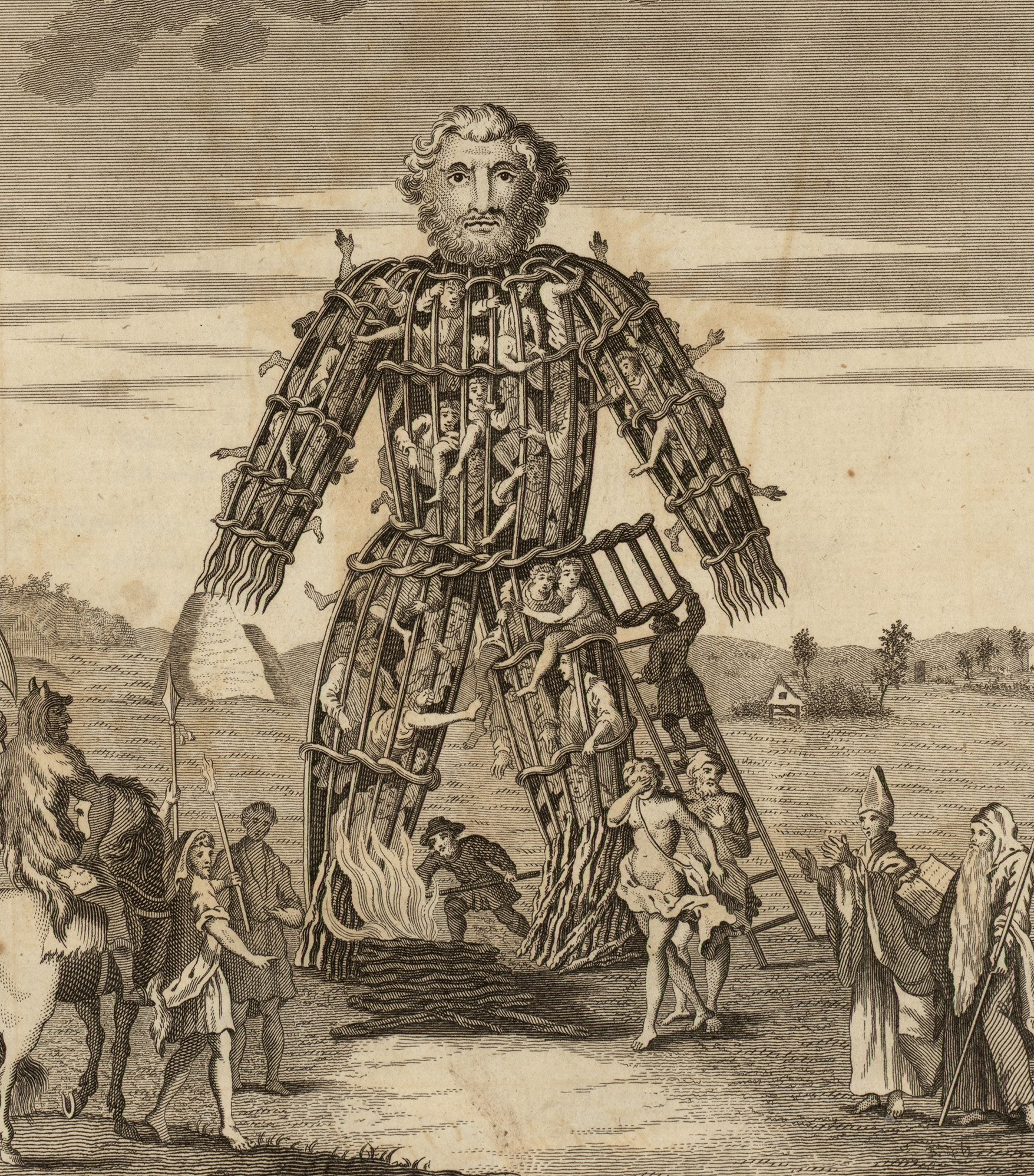
XVII-wieczna ilustracja wiklinowego pana z książki A Tour in Wales Thomasa Pennanta.

Wiklinowy pan, wierzbin (ang. wicker man lub wickerman) – ogromna wiklinowa kukła, w której druidzi rzekomo składali ofiary całopalne z ludzi i zwierząt. Głównym dowodem na stosowanie tej praktyki są wzmianki ze źródeł starorzymskich i starogreckich. Współcześni historycy wskazują, że chociaż rzadkie znaleziska archeologiczne potwierdzają składanie przez Celtów ofiar z ludzi, to starożytne teksty Greków i Rzymian należy traktować z odpowiednim dystansem.

## Przekazy starożytne
Chociaż starożytni pisarze podawali, że Celtowie składali ofiary z ludzi i zwierząt, tylko rzymski generał Juliusz Cezar i grecki geograf Strabon wspominali o wiklinowych kukłach, mających być jednym z wielu wykorzystywanych przez druidów sposobów na złożenie ofiar. W kronikach O wojnie galijskiej Juliusz Cezar pisał, że jedno z plemion galijskich „posługuje się posągami o wielkich rozmiarach, których wiklinowe członki wypełniają żywymi ludźmi, a ci po ich podpaleniu giną w płomieniach”. Według jego przekazów preferowanymi ofiarami byli przestępcy, jeśli jednak takowych nie było, w ofierze składano niewinne osoby. W opublikowanej niedługo później encyklopedii Geōgraphiká Strabon opisywał, że ludzie i zwierzęta paleni byli w wielkich kukłach z wikliny i słomy, nie precyzował jednak, czy ofiary palono żywcem. Według jego przekazów, Celtowie uważali, że popioły spalonych ofiar mają zapewniać bardziej urodzajne plony.
Grecki historyk Diodor Sycylijski w dziele Bibliothḗkē istorikí informował, że Celtowie składali ofiary z ludzi i zwierząt poprzez palenie ich na olbrzymich stosach wraz z pierwszymi owocami. Współcześni badacze sugerują, że zarówno Strabon, jak i Diodor czerpali informacje z dzieł wcześniejszego greckiego historyka, Posejdoniosa z Rodos, które nie przetrwały do naszych czasów. W I w. rzymski pisarz Lukan wspominał o ofiarach z ludzi składanych galijskim bogom – Esusowi, Teutatesowi i Taranisowi. W datowanej na IV wiek scholii do dzieła Lukana, Commenta bernensia, anonimowy autor dodał informację, że ofiary składane Taranisowi były palone w drewnianych pojemnikach.
Chociaż archeolodzy znaleźli dowody potwierdzające, że Celtowie składali ofiary zarówno z ludzi, jak i ze zwierząt – także całopalne – to są one rzadkie. Współcześni historycy uważają, że źródła grecko-rzymskie należy traktować z ostrożnością, ponieważ Grecy i Rzymianie „mieli uzasadnione powody, żeby nie lubić swoich zatwardziałych wrogów”. Dodają, że „rozpowszechnianie wszelkich dziwacznych i negatywnych przekazów” o Celtach mogło się im przysłużyć, zaś chęć przedstawienia ludów celtyckich jako „barbarzyńców” mogła „prowadzić do wyolbrzymiania albo wręcz fabrykowania przekazów”.

## Czasy późniejsze
Współczesne źródła pisane wskazują, że w XVIII i XIX wieku we Francji palono wiklinowe kukły. Niemiecki badacz folkloru Wilhelm Mannhardt donosił, że palono je w Brie w przeddzień odpowiednika nocy świętojańskiej. Do 1743 na paryskiej Rue aux Ours corocznie 3 lipca spalano dużą wiklinową kukłę wojownika lub żołnierza, czemu towarzyszył tłum śpiewający „Salve Regina”. W Bagnères-de-Luchon w okolicach nocy świętojańskiej palono wiklinową konstrukcję, w której znajdowały się żywe węże, liście i kwiaty. Wokół instalacji tańczyli młodzi mężczyźni z pochodniami, a mieszkańcy i kler wznosili pieśni. Anglik, który obserwował rytuał w 1890 roku, opisał, że rzeźba „kształtem przypominała mumię” i miała około sześciu metrów wysokości.
W północnej Portugalii święto Caretos de Podence – wywodzące się z czasów celtyckich, a obchodzone do dziś w niektórych regionach – kończy się spaleniem olbrzymiej rogatej kukły, wokół której tańczą młodzi ludzie.

## W kulturze popularnej
Wiklinowy pan rozpowszechnił się we współczesnej kulturze popularnej po premierze brytyjskiego horroru Kult z 1973 roku. W historii współczesnej wiklinowy pan palony jest podczas niektórych obrządków neopogańskich i festiwali, takich jak Burning Man w Stanach Zjednoczonych czy Wickerman Festival w Szkocji.
Do celtyckiego zwyczaju oraz Kultu nawiązuje zespół Iron Maiden w utworze „The Wicker Man” i grafikach towarzyszącym singlowi, przedstawiającym maskotkę zespołu – Eddiego – jako wiklinowego pana. W Sadze o wiedźminie Andrzeja Sapkowskiego pojawia się wzmianka o obrzędzie, podczas którego druidzi rzekomo składali ofiary z ludzi w kukłach zwanych „wiklinowymi babami”, a następnie podpalali je. Motyw składania ofiary w wiklinowej kukle (w polskiej wersji nazywanej „wiklinowym olbrzymem”) pojawia się również w grze komputerowej Assassin’s Creed: Valhalla.